# Заславська Анастасія Юріївна
Анастасія Юріївна Заславська, до шлюбу Гольшанська Дубровицька (? — †1561, Клевань) — волинська православна княгиня, представниця «руської контрреформації», фундаторка Пересопницького Євангелія.

## Життєпис

Китаврус — герб Гольшанських Дубровицьких

Дочка київського воєводи Юрія Івановича Гольшанського. З-перед 1529 року вступила в шлюб з князем Кузьмою Івановичем Заславським. Народила двох дітей: Януша і Ганну.
12 червня 1556 року, на виконання заповіту чоловіка, разом з сином Янушем Кузьмичем Заславським, надала церкві Пресвятої Трійці «двірецького монастиря» чотири села: Двірець, зі ставом і млином, Волижинці, Завадинці і Сенютки.
1558 року в часі поділу спадку Гольшанських Дубровицьких, разом із сестрою Софією Полубенською, отримала замки Глуськ, Ричів і 200 кіп грошей готівкою, якими поділилися 11 травня 1560 року.
Відома як фундаторка Пересопницького Євангелія (1556—1561) — найошатнішого рукопису волинської школи.
10 серпня 1561 року скаржилася на цельника гродського землі Волинської Івана Борзобагатого, щодо повторного збору цла з купців у Луцьку і Кременці, після того, як ті сплатили мито в Заславській коморі, про що зроблено запис до Луцької замкової книги.
Померла 1561 року в Клеванському замку, що належав зятеві Івану Чорторийському на Клевані, залишивши там свої скарби і привілеї на спадкові маєтки, якими розпоряджатися довірила віленському каштеляну Григорію Ходкевичу.

## Родинні зв'язки
| — | — | — | — | — | — |                                                              |                                                              |                                                              |                                                              |                                                              |                                                              | — | — | — | — | —                            | — |  |  | Ганна Михайлівна Чорторийська | Ганна Михайлівна Чорторийська | Ганна Михайлівна Чорторийська | Ганна Михайлівна Чорторийська | Ганна Михайлівна Чорторийська | Ганна Михайлівна Чорторийська |                            |                            |                            |                            |                            |                            | Іван Юрійович Дубровицький | Іван Юрійович Дубровицький | Іван Юрійович Дубровицький | Іван Юрійович Дубровицький | Іван Юрійович Дубровицький | Іван Юрійович Дубровицький |  |  |
| — | — | — | — | — | — |                                                              |                                                              |                                                              |                                                              |                                                              |                                                              | — | — | — | — | —                            | — |  |  | Ганна Михайлівна Чорторийська | Ганна Михайлівна Чорторийська | Ганна Михайлівна Чорторийська | Ганна Михайлівна Чорторийська | Ганна Михайлівна Чорторийська | Ганна Михайлівна Чорторийська |                            |                            |                            |                            |                            |                            | Іван Юрійович Дубровицький | Іван Юрійович Дубровицький | Іван Юрійович Дубровицький | Іван Юрійович Дубровицький | Іван Юрійович Дубровицький | Іван Юрійович Дубровицький |  |  |
|   |   |   |   |   |   |                                                              |                                                              |                                                              |                                                              |                                                              |                                                              |   |   |   |   |                              |   |  |  |                               |                               |                               |                               |                               |                               |                            |                            |                            |                            |                            |                            |                            |                            |                            |                            |                            |                            |  |  |
|   |   |   |   |   |   | Уляна Іванівна Ярославичівна або Марія Андріївна Санґушківна | Уляна Іванівна Ярославичівна або Марія Андріївна Санґушківна | Уляна Іванівна Ярославичівна або Марія Андріївна Санґушківна | Уляна Іванівна Ярославичівна або Марія Андріївна Санґушківна | Уляна Іванівна Ярославичівна або Марія Андріївна Санґушківна | Уляна Іванівна Ярославичівна або Марія Андріївна Санґушківна |   |   |   |   |                              |   |  |  |                               |                               |                               |                               |                               |                               | Юрій Іванович Гольшанський | Юрій Іванович Гольшанський | Юрій Іванович Гольшанський | Юрій Іванович Гольшанський | Юрій Іванович Гольшанський | Юрій Іванович Гольшанський |                            |                            |                            |                            |                            |                            |  |  |
|   |   |   |   |   |   | Уляна Іванівна Ярославичівна або Марія Андріївна Санґушківна | Уляна Іванівна Ярославичівна або Марія Андріївна Санґушківна | Уляна Іванівна Ярославичівна або Марія Андріївна Санґушківна | Уляна Іванівна Ярославичівна або Марія Андріївна Санґушківна | Уляна Іванівна Ярославичівна або Марія Андріївна Санґушківна | Уляна Іванівна Ярославичівна або Марія Андріївна Санґушківна |   |   |   |   |                              |   |  |  |                               |                               |                               |                               |                               |                               | Юрій Іванович Гольшанський | Юрій Іванович Гольшанський | Юрій Іванович Гольшанський | Юрій Іванович Гольшанський | Юрій Іванович Гольшанський | Юрій Іванович Гольшанський |                            |                            |                            |                            |                            |                            |  |  |
|   |   |   |   |   |   |                                                              |                                                              |                                                              |                                                              |                                                              |                                                              |   |   |   |   |                              |   |  |  |                               |                               |                               |                               |                               |                               |                            |                            |                            |                            |                            |                            |                            |                            |                            |                            |                            |                            |  |  |
|   |   |   |   |   |   |                                                              |                                                              |                                                              |                                                              |                                                              |                                                              |   |   |   |   | Анастасія Юріївна Заславська |   |  |  |                               |                               |                               |                               |                               |                               |                            |                            |                            |                            |                            |                            |                            |                            |                            |                            |                            |                            |  |  |

## Постать у культурі

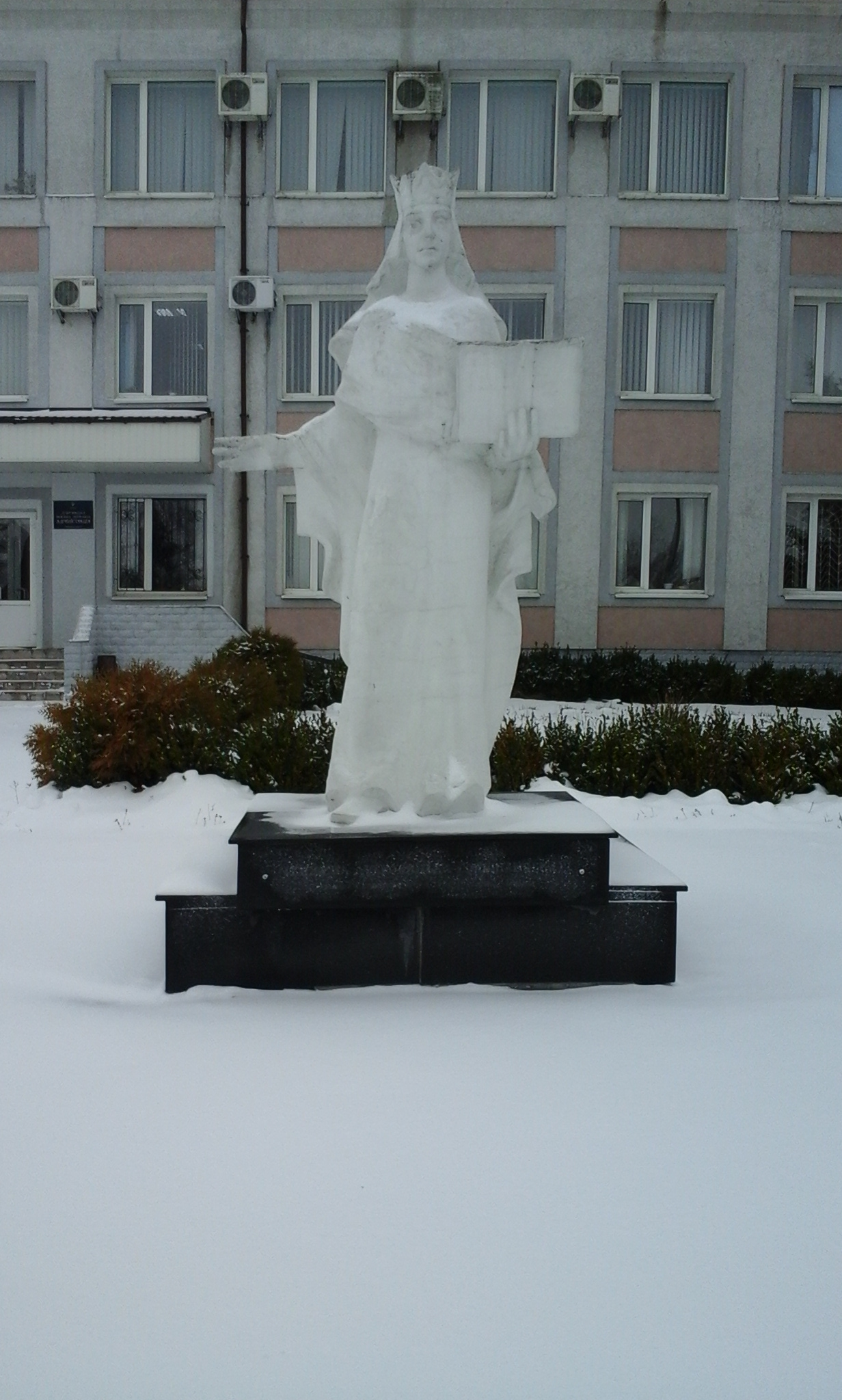
Пам'ятник у Дубровиці

Автори телевізійного фільму «Рукопис з Пересопниці» (1995), висловили припущення, що зображений на мініатюрі з Пересопницького Євангелія євангеліст Іоан є портретним відображенням Анастасії Заславської.

## Вшанування пам'яті
2005 року в місті Дубровиця Рівненської області встановлено пам'ятник княгині Анастасії Заславській.
У місті Дубровиця є вулиця Улянії та Анастасії Гольшанських.
8 травня 2023 року у місті Покровськ Донецької області вулицю Лізи Чайкіної перейменували на вулицю Анастасії Заславської.
31 липня 2024 року розпорядженням начальника Хмельницької обласної військової адміністрації вулицю 8 Березня у місті Ізяслав перейменовано на вулицю Анастасії Заславської.